# Charlot, prestamista
Charlot, prestamista (The Pawnshop) es un cortometraje estadounidense escrito, dirigido, y producido por Charles Chaplin en 1916. Cuenta con la actuación del mismo Chaplin, Edna Purviance, Henry Bergman, Eric Campbell, Albert Austin, John Rand, Wesley Ruggles, James T. Kelly y Frank J. Coleman. 
Es la primera película en que Chaplin hizo alarde de una precisión y una gracia coreográficas muy perfeccionadas en sus movimientos cómicos.

## Sinopsis
En el local, Charlot atiende a los clientes y ordena los objetos, y en la trastienda se entretiene haciendo sufrir al otro empleado. El juego tiene dos tonos distintos según esté o no presente el patrón. Éste, finalmente, harto de los destrozos que conlleva dicha situación, acaba por despedirlo, aunque por poco tiempo, pues vuelve a readmitirlo, justo a tiempo para capturar a un cliente que pretendía robar en la tienda.

## Reparto

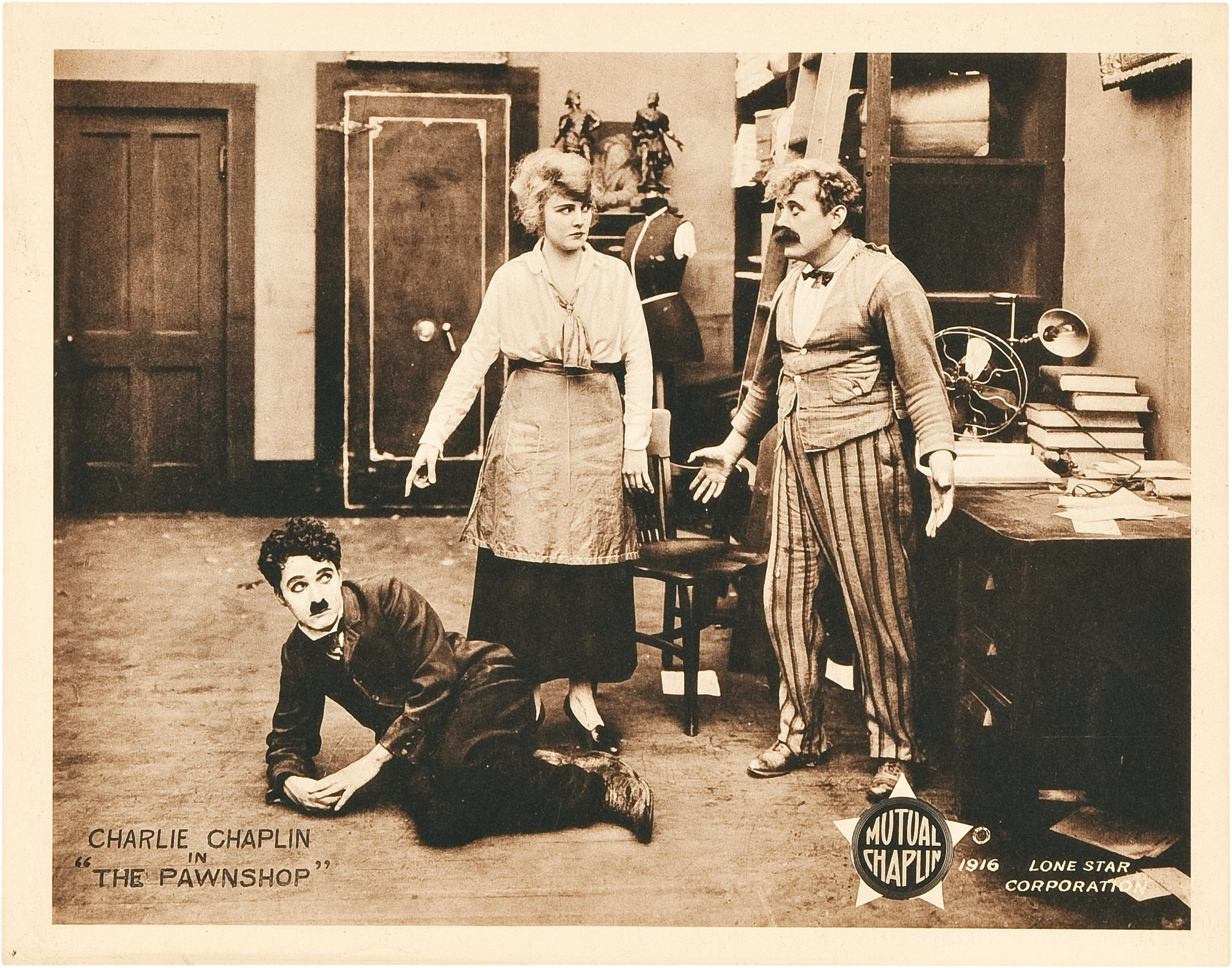
Tarjeta publicitaria de la película: Chaplin, Edna Purviance y John Rand.

- Charles Chaplin: Ayudante del prestamista
- Henry Bergman: Prestamista
- Edna Purviance: Hija del prestamista
- John Rand (1871 – 1940): Ayudante del prestamista
- Albert Austin (1881 o 1885 – 1953) Cliente del reloj
- Wesley Ruggles: Cliente del anillo
- Eric Campbell: Cliente ladrón
- James T. Kelly (1854 – 1933)
- Frank J. Coleman (1889 – 1948)

## Estrenos
- Estreno en Estados Unidos: 2 de octubre de 1916.
- Estreno en España: 10 de abril de 1918.

## Crítica
Uno de los filmes más perfectos de la primera era de Chaplin; nunca la concisión de la expresión, el movimiento rítmico, habían estado tan ajustados. Tiene momentos de ballet y otros de comedia. Entra un cliente que llora sobre su destino y provoca la compasión de Charlie pero éste se da cuenta del fingimiento, le da un martillazo y espera al siguiente cliente para desquitarse. Más adelante vienen los estafadores y Charlie se oculta dentro de un baúl. Cuando el delincuente está por huir con su botín renace el ballet, salta fuera como un diablo que saliera de su caja, pega un puntapié al otro empleado, toma a la joven en sus brazos, se aplaude a sí mismo y hace un guiño al público dando fin a la película.